# راجح بن قتادة
راجح أباذراع بن قتادة بن إدريس الحسني، كان شريف وأمير مكة المكرمة تحت حكم الدولة الرسولية لعدة مرات بين 1232 و 1241، ثم مرة أخرى لفترة وجيزة في 1254. وكانت والدته تنتمي إلى آل الحسين من المدينة المنورة.
| راجح بن قتادةبنو قتادة توفي: 1256/1257 |                                                 |                            |
| منصب                                   |                                                 |                            |
| سبقه Tughtakin                         | شريف مكة January/February 1232 – June/July 1232 | تبعه Tughtakin             |
| سبقه Tughtakin                         | شريف مكة ق. November 1232 – ق. August 1233      | تبعه al-Zahid              |
| سبقه Ibn al-Mujalli                    | شريف مكة 1233/1234 – ق. July 1234               | تبعه الكامل محمد بن العادل |
| سبقه الكامل محمد بن العادل             | شريف مكة ق. September 1234 – 1234/1235          | تبعه Jughril               |
| سبقه Jughril                           | شريف مكة February/March 1238 – 1239/1240        | تبعه شيحة بن هاشم          |
| سبقه شيحة بن هاشم                      | شريف مكة ق. 1240 – 1240/1241                    | تبعه شيحة بن هاشم          |
| سبقه جماز بن حسن                       | شريف مكة February 1254 – April/May 1254         | تبعه غانم بن راجح          |